# مارغريت موراي
مارغريت موراي (بالإنجليزية: Margaret Murray)‏ ‏(13 يوليو 1863 - 13 نوفمبر 1963) هي عالمة مصريات وآثار وأنثروبولوجيا ومؤرخة بريطانية. تعتبر أول امرأة يتم تعيينها كمحاضرة في المملكة المتحدة، حيث عملت في كلية لندن الجامعية من سنة 1898 إلى 1935. شغلت منصب رئيس جمعية الفولكلور البريطانية من سنة 1953 إلى 1955. وخلال مسيرتها العلمية قامت بنشر العديد من الكتابات المختلفة.
وُلدت موراي لعائلة إنكليزية غنية من الطبقة الوسطى في كالكوتا بالهند البريطاني، وعاشت فترة شبابها بين الهند وبريطانيا وألمانيا حيث تدربت على التمريض والعمل الاجتماعي. انتقلت موراي إلى لندن في عام 1894، وبدأت دراسة علم المصريات في كلية لندن الجامعية، حيث تشكلت صداقة بينها وبين رئيس القسم فليندرز بيتري الذي دعم منشوراتها الأكاديمية الأولى وعينها كمعيدة في الجامعة في عام 1898.
شاركت موراي في رحلة تنقيب إلى موقع أبيدوس في مصر حيث اكتُشف معبد أوزيريون ومقبرة سقارة، وجعلتها هذه الرحلة من أشهر العلماء في مجالها. حقق لها عملها في كلية لندن الجامعية من خلال إعطاء دروس ومحاضرات عامة في المتحف البريطاني ومتحف مانشستر سمعةً واسعة، وأضاف إلى رصيد شهرتها قيادتها لعملية فك تغليف مومياء خنوم ناخت، وهي واحدة من الموميوات التي انتُشلت من قبر الأخوين في عام 1908. كانت موراي أول امرأة تفك تغليف مومياء.
شاركت موراي بقوة في الموجة الأولى للحركة النسوية، وانضمت إلى الاتحاد الاجتماعي والسياسي للمرأة، وخصصت الكثير من الوقت لتحسين وضع المرأة في جامعة لندن. توقفت موراي عن الذهاب إلى مصر بسبب الحرب العالمية الأولى وركزت أبحاثها على فرضية عبادة السحرة، وهي النظرية القائلة بأن محاكمات السحرة لدى المسيحية الحديثة الأولى كانت محاولة لإخماد دين وثني يسبق وجود المسيحية وكُرّس لإله مقدّس.
أجرت موراي رحلات تنقيب لمواقع تابعة لعصور ما قبل التاريخ في مالطا ومينوركا من عام 1921 إلى عام 1931، وطورت اهتمامها بالفلكلوريات. حصلت على الدكتوراه الفخرية في عام 1927، وعيُنت كأستاذة مساعدة في عام 1928 وتقاعدت من كلية لندن الجامعية في عام 1935.
زارت موراي فلسطين للمساعدة في رحلة تنقيب بيتري في تل العجول، وقادت رحلات تنقيب صغيرة إلى موقع البتراء بالأردن في عام 1937. تولت رئاسة جمعية الفولكلور، وحاضرت في جامعة كامبريدج ومعهد المدينة الأدبي، واستمرت في النشر بشكل مستقل حتى وفاتها. نالت أعمالها في علم المصريات وعلم الآثار شهرة واسعة وحصلت بسببها على لقب «المرأة العجوز الكبرى في علم المصريات».

## حياة مبكرة

### فترة الشباب بين عامي 1863-1893
ولدت مارغريت موراي في 13 حزيران/يوليو في عام 1863 في كالكوتا. عاشت في المدينة مع والديها جيمس ومارغريت موراي وأختها الكبيرة ماري. كان والدها جيمس موراي رجل أعمال إنكليزي انتُخب ثلاث مرات لرئاسة غرفة تجارة كالكوتا.
انتقلت والدتها إلى الهند من بريطانيا في عام 1857 للعمل كمبشرة، ووعظ المسيحية وتثقيف النساء الهنديات. واصلت هذا العمل بعد زواجها من جيمس وإنجابها ابنتيها. أمضت العائلة حياتها في الجزء الأوروبي من كالكوتا الذي كان معزولًا عن قطاعات السكان الأصليين في المدينة. واجهت موراي أفراد المجتمع الأصلي من خلال تعاملها مع الخدم الموجودين في المنزل حيث وظفت أسرتها 10 موظفين هنود، ومن خلال عطلات الطفولة إلى موسوري.
اقترحت المؤرخة أمارا ثورنتون أن طفولة موراي الهندية ستستمر في التأثير عليها طوال حياتها، وقالت أن موراي يمكن أن يُنظر إليها على أنها تتمتع بهوية هجينة الجنسيات (البريطانية والهندية). لم تحصل موراي على تعليم رسمي خلال طفولتها، وعبّرت في وقت لاحق عن اعتزازها بحقيقة أنها لم تضطر أبدًا للتقدم لامتحان القبول بالجامعة.
أُرسلت مارغرت وشقيقتها ماري إلى بريطانيا في عام 1870 حيث كانا يعيشان مع عمهما النائب جون وزوجته هارييت في منزلهما في لامبورن في بيركشاير. تلقّت التعليم المسيحي في منزل عمها الذي كان يزرع فيها الإيمان بدونية المرأة، ولكنها كانت ترفض هذه التعاليم. بدأ اهتمام موراي بالآثار من خلال اصطحابها لمشاهدة المعالم المحلية. وصلت والدتها إلى أوروبا في عام 1873 وأخذتها هي وأختها معها إلى بون في ألمانيا حيث أصبح كلاهما يجيد اللغة الألمانية.
عادوا إلى كالكوتا في عام 1875 ومكثوا هناك حتى عام 1877 ثم انتقلوا مع والديهم إلى إنجلترا حيث استقروا في سيدنهام في جنوب لندن. قضت العائلة هناك الكثير من الوقت في زيارة كريستال بالاس بينما كان والدهم يعمل في مكتبه في لندن. عادوا إلى كالكوتا مجددًا في عام 1880 حيث بقيت مارغريت فيها لمدة سبع سنوات.
أصبحت موراي ممرضة في مستشفى كالكوتا العام، وشاركت في محاولات المستشفى للتعامل في تفشي مرض الكوليرا. عادت إلى إنجلترا في عام 1887 وانتقلت إلى الروغبي في وارويكشاير، وعملت هناك كعاملة اجتماعية تتعامل مع الفئات المحلية المحرومة من الامتيازات. انتقلت بعد تقاعد والدها وانتقاله إلى إنجلترا إلى منزله في بوشي هيث في هيرتفوردشاير، وعاشت معه حتى وفاته في عام 1891.

### السنوات الأولى في جامعة كوليدج لندن بين عامي 1894-1905
قررت موراي بتشجيع من والدتها وأختها التسجيل في قسم المصريات الذي افتتح حديثًا في جامعة كوليدج لندن في بلومزبري وسط لندن. بدأت دراستها في جامعة لندن في سن الثلاثين في كانون الثاني/يناير في عام 1894 إلى جانب العديد من النساء الأخريات والرجال كبار السن. درستأيضًا اللغتين المصرية والقبطية القديمة على يد الأستاذ فرانسيس لويلين جريفيث ووالتر إوينغ على التوالي.

### الحياة في وقت لاحق
أدى اهتمام موراي بالفولكلور إلى تطوير اهتمامها بمحاكمات السحرة في أوروبا الحديثة المبكرة، ونشرت ورقة في مجلة «فولكلور» في عام 1917، وأوضحت لأول مرة رأيها لنظرية عبادة السحرة بحجة أن السحرة المضطهدين في التاريخ الأوروبي كانوا في الواقع أتباع «دين محدد المعتقدات، والطقوس، وتنظيم متطور للغاية مثل أي طائفة».

### البتراء، وكامبريدج، ولندن بين عامي 1935-1953
سافرت موراي في رحلة إلى فلسطين في عام 1935، واغتنمت الفرصة لزيارة البتراء في الأردن. أُعجبت في الموقع وعادت إليه في عام 1937 للذهاب في رحلة تنقيب صغيرة في العديد من مساكن الكهوف في الموقع، وكتبت بعد ذلك تقرير عن الرحلة وكتيب إرشادي عن البتراء.
ساعدت موراي في فهرسة الآثار المصرية في كلية جيرتون في كامبريدج بين عامي 1934 و 1940، كما ألقت محاضرات في علم المصريات في الجامعة حتى عام 1942. 

### السنوات الأخيرة بين عامي 1953-1963
عُينت موراي رئيسة جمعية الفولكلور في عام 1953 عقب استقالة الرئيس السابق آلان غوم. كانت الجمعية قد اتصلت في البداية بجون مافروغورداتو لاستلام المنصب، لكنه رفض العرض مع قبول موراي له بعد عدة أشهر. بقيت موراي رئيسة للجمعية حتى عام 1955.